# Pseudotsuga menziesii

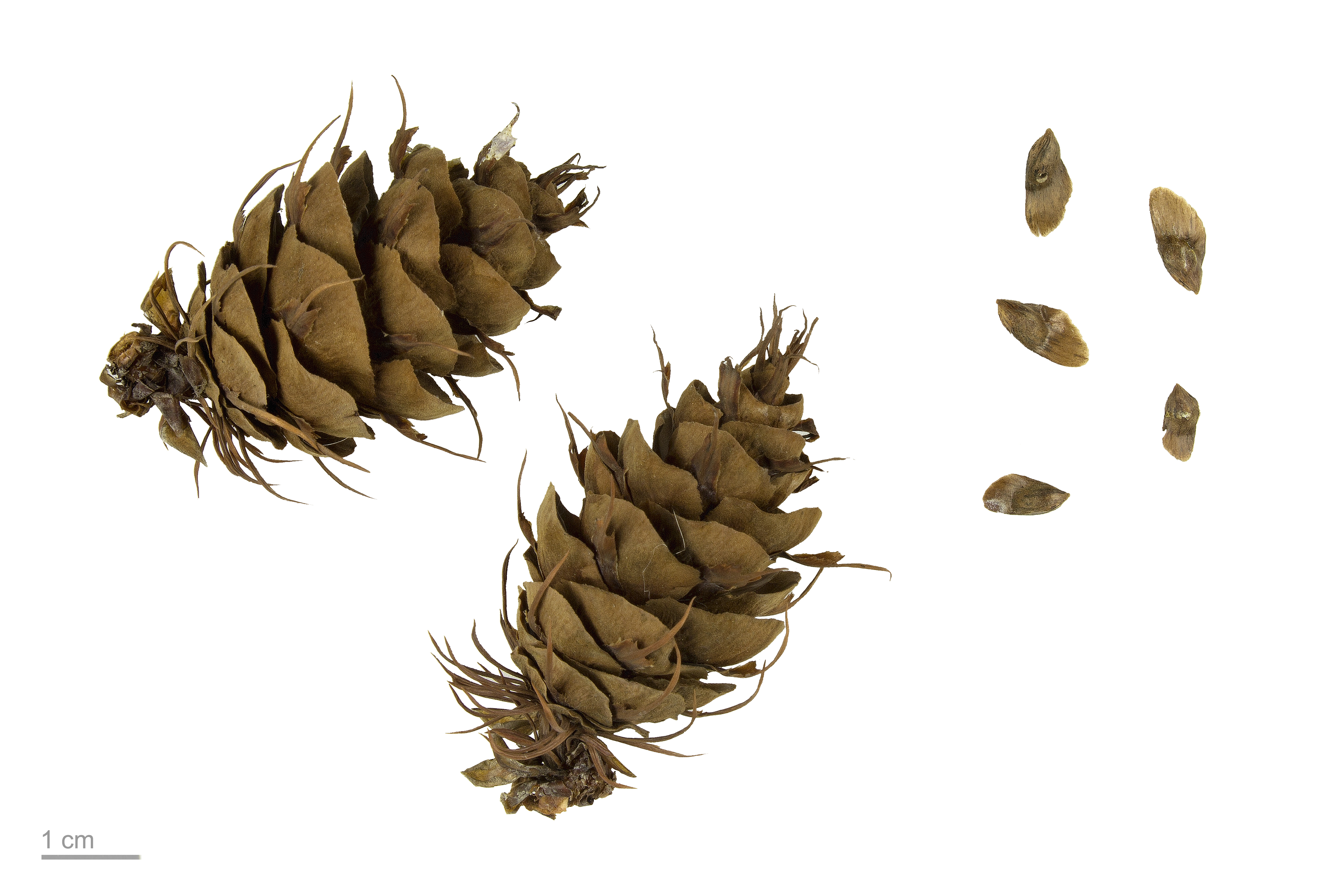
Pseudotsuga menziesii - MHNT

Pseudotsuga menziesii é uma espécie de conífera nativa do oeste da América do Norte. 
A variedade Pseudotsuga menziesii var. menziesii,  comummente conhecida como abeto-de-douglas, cresce nas regiões costeiras, do centro-oeste da Colúmbia Britânica, no Canadá, em direção ao sul até o centro da Califórnia, Estados Unidos. Em Oregon e Washington seu alcance é contínuo desde a Cordilheira das Cascatas até a costa do Oceano Pacífico.
O nome específico, menziesii, é uma homenagem a Archibald Menzies, médico escocês e rival do naturalista David Douglas. Menzies documentou  a árvore pela primeira vez na ilha de Vancouver em 1791.

## Nomes comuns
Dá ainda pelos seguintes nomes comuns: pinheiro-do-oregon e abeto-do-oregon.

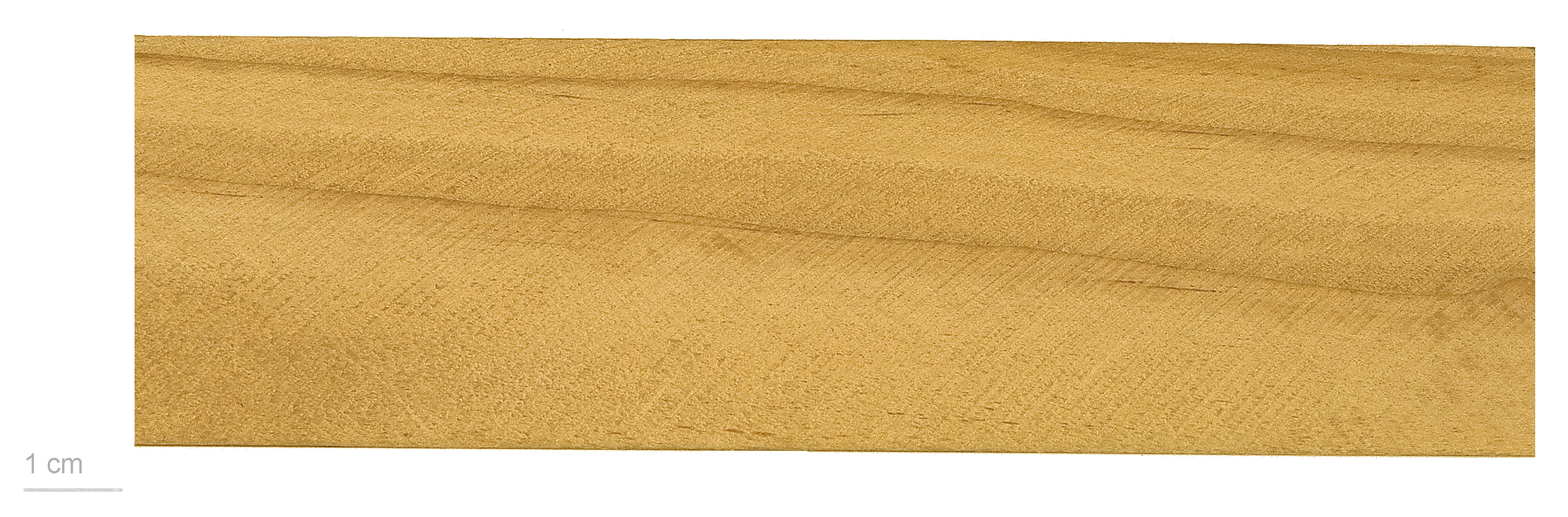
Pseudotsuga menziesii - MHNT